# Fanás z Messénie
Fanás (starořecky: Φάνας – Fanás) byl olympijský vítěz v dolichosu v roce 684 př. n. l.
Fanás z Messénie zvítězil v běhu na dvě stadia (dolichos) na 25. olympijských hrách v roce 684 př. n. l. Soutěžil v běžecké disciplíně, kterou v Olympii zavedli na 15. hrách v roce 720 př. n. l. Dolichos ze zpočátku běžel pouze na sedm stadií (později až na 24 stadií) a prvním vítězem v této disciplíně byl Akanthos ze Sparty.
V polovině 7. století př. n. l. se Sparťany zotročené obyvatelstvo Messénie masově vzbouřilo a začala druhá messénská válka, která trvala až sedmnáct let. Podle antického autora Pausaniáse si tato válka vyžádala mnoho padlých, kteří padli v boji za svobodu a svou vlast, mezi kterými byl také Fanás.